# 數原龍友
数原龍友（日语：／，1992年12月28日—）是日本的歌手。GENERATIONS from EXILE TRIBE的成員。
日本兵庫縣出生，身高170cm，血型A型。

## 簡歷
高二時退學，致力於歌唱事業。
為了不增加家裡負擔，邊打工邊在EXPG上課。
2011年7月19日、成為GENERATIONS的候選成員。
2012年4月17日、成為GENERATIONS的正式成員。
2012年11月21日以歌手兼舞者的身份在組合GENERATIONS from EXILE TRIBE正式出道。

## 作品

### 作詞
- 「I Remember」（2015年）
- 「... for you」（2016年）
- 「NEXT」（2017年）